# Francisco Zorrilla y Luna

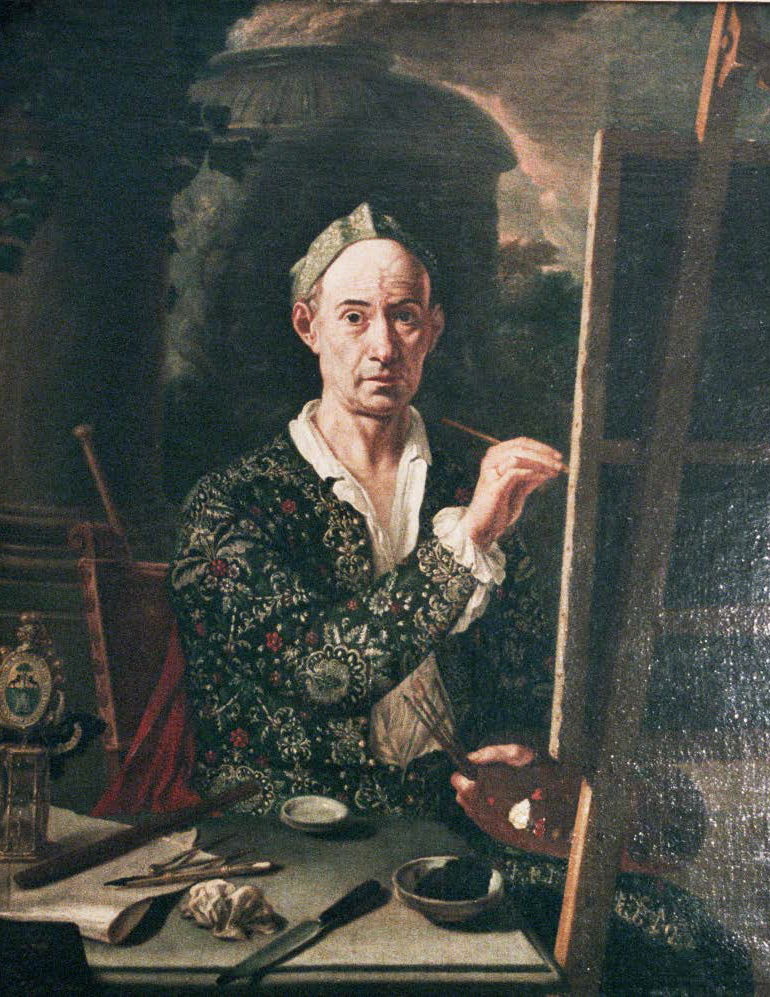
Autorretrato, óleo sobre lienzo, 122 x 102 cm. Colección particular. Retratado con los útiles de pintor y el escudo heráldico familiar, Alfonso E. Pérez Sánchez encontraba en él «a un artista de considerable intensidad, inmerso todavía en la mentalidad del retrato moral, ascético, de tradición contrarreformística, lleno de textos admonitorios, que lo enlazan con el mundo de la Vanitas».

Francisco Zorrilla y Luna (Haro, 1679-1747) fue un pintor tardobarroco español, inscrito en la escuela madrileña del cambio de centuria —y de dinastía— bajo la influencia de Luca Giordano.

## Biografía
Natural de Haro, en La Rioja, bautizado el 12 de marzo de 1679 en la iglesia parroquial de Santo Tomás, antes de cumplir los veinte años se estableció en Madrid donde, ya como pintor independiente y disfrutando de cierta holgura económica según revela la carta de dote, contrajo matrimonio en 1705 con Manuela Tagle.
En Madrid mantuvo una academia dedicada al dibujo en su propia casa, como se desprende de una declaración testifical prestada por su mujer, en 1738, en la que declaraba haber conocido a Francisco Antonio Meléndez dieciséis años atrás, «con el motibo de concurrir el susodicho con otros del Arte de la Pintura a la Casa de la testigo a la Academia». Asistiendo a las academias celebradas en casa de Zorrilla, Meléndez presentó al rey Felipe V en 1726 el proyecto para la fundación de una Academia Real de Pintura, Arquitectura y Escultura en la Casa de la Panadería, proyecto que se cuenta entre los precedentes de la Real Academia de Bellas Artes de San Fernando.
De su producción al óleo, entre cierto número de obras atribuidas o parcialmente documentadas, quedan una María Magdalena penitente (Ayuntamiento de Haro), firmada «F. Zoa el Riox[an]o fact», copia de la pintada por Carreño que actualmente se conserva en la Real Academia de Bellas Artes de San Fernando, y, en el mismo ayuntamiento de Haro, San Guillermo, rey de Escocia, con igual alusión a su origen riojano en la firma, óleo procedente presumiblemente del convento de los trinitarios calzados de Madrid, orden con la que el santo estaba vinculado; la también firmada Sagrada Familia con ángeles músicos del Museo Nacional de Escultura de Valladolid, pintada para un convento de carmelitas descalzos, un estandarte en colección particular con la Inmaculada y Cristo crucificado en el reverso, firmado y fechado en 1715, otro estandarte para el Cristo de Medinaceli de Madrid, las documentadas pinturas para la capilla de Nuestra Señora de la Portería de Ávila (1632), a las que pertenecen la serie de mujeres fuertes de la Biblia representadas en las pechinas (pero pintadas sobre lienzo) y una serie de escenas de la vida de la Virgen, el Martirio de los santos niños Justo y Pastor en un retablo dedicado a santa Teresa en el convento de Nuestra Señora de Gracia de Ávila, firmado, y su autorretrato de 1734.

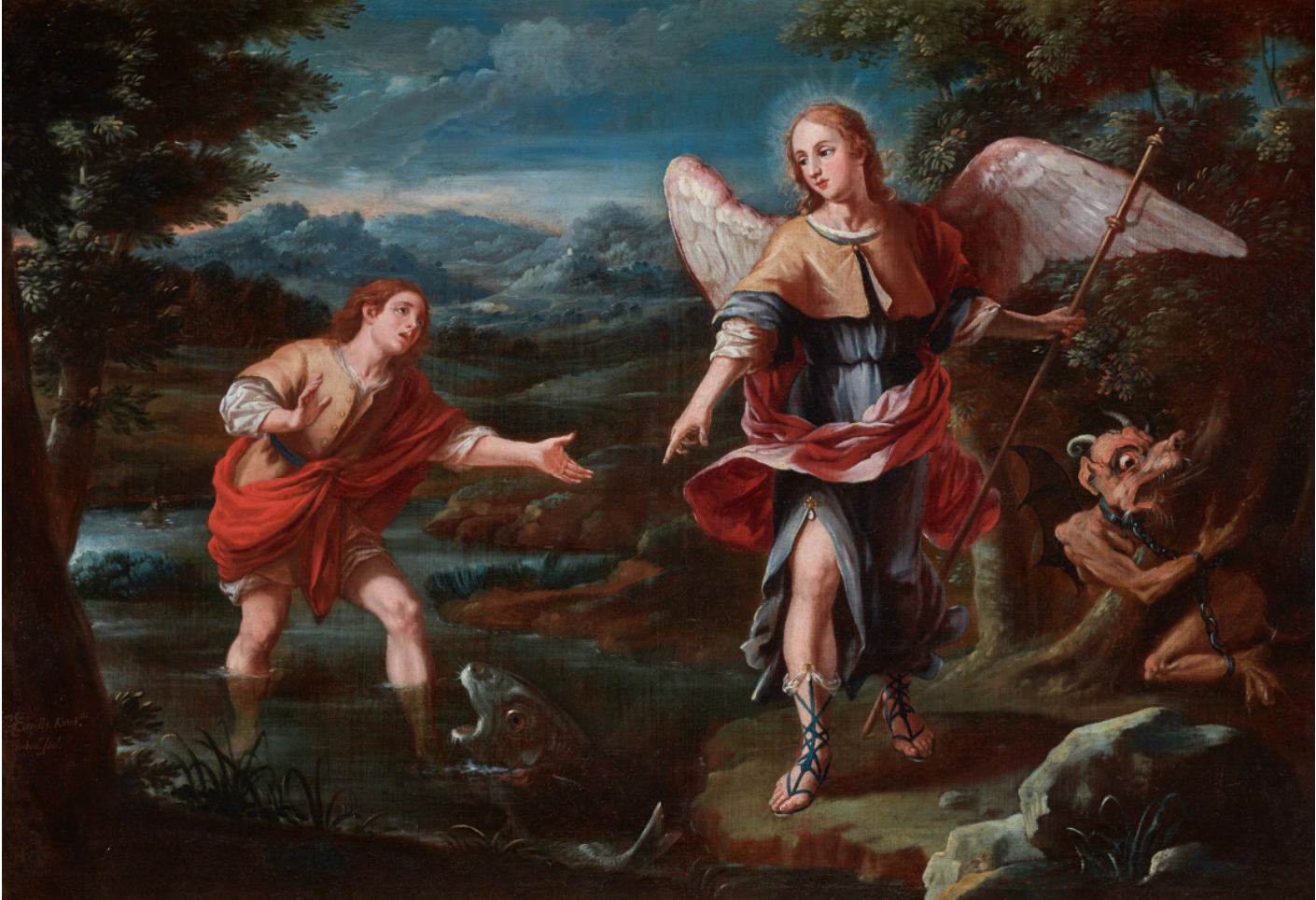
El arcángel san Rafael y Tobías. Óleo sobre lienzo, 83,5 x 124 cm. Colección particular.

Hay noticia documental de su trabajo para el convento de la Santísima Trinidad de Madrid, convento de trintarios calzados y uno de los más grandes de Madrid, convertido, tras su desamortización en 1837, en efímero Museo de la Trinidad hasta la adscripción de sus fondos al Museo del Prado en 1872. Paloma Sánchez Portillo cree poder asignar a Francisco Zorrilla los treinta y cinco cuadros inventariados en el claustro bajo, de los que veintisiete representaban a personajes trinitarios y los restantes escenas de la vida de san Juan de Mata, incluyendo una pintura de la batalla de las Navas, habiéndose conservado al menos seis de ellos guardados, en pésimo estado de conservación, en los almacenes del museo del Prado.
Aunque su actividad principal fuese la de pintor al óleo y sobre caballete, practicó también la pintura mural (pinturas del camarín de la iglesia de Santa María en Portillo (Valladolid), en las que trabajó de 1714 a 1716, con escenas de la vida de la Virgen y ángeles músicos, además de las pintadas al final de su carrera para la iglesia de Nuestra Señora de la Vega en Haro), proporcionó dibujos para estampas (retrato de fray José de San Benito grabado por Manuel de Cosa), y realizó decorados teatrales. En este género, en 1737 contrató con el arquitecto Pedro de Ribera y junto con Juan Bautista Simó y Manuel Santos Fernández, «profesores del noble arte de la pintura», los decorados —mutaciones— para la representación de El hijo del Sol, Faetón, comedia de Pedro Calderón de la Barca en el Coliseo de la Cruz, y en 1738 colaboró en la realización de los decorados de Alejandro en las Indias, ópera de Francesco Corselli con libreto de Metastasio, para su representación en el Coliseo del Buen Retiro, en el que ya había trabajado años antes bajo la dirección de Pedro de Ribera en los decorados de Fieras afemina amor, comedia de Calderón, adaptada por Alejandro Rodríguez.
Regresó a Haro en 1742 para trabajar en la decoración de la sacristía y las pinturas murales de las pechinas y cúpula de la basílica de Nuestra Señora de la Vega, y allí falleció el 2 de junio de 1747.